# Gesamtministerium Schurig
Das Gesamtministerium Schurig bildete vom 12. Februar 1895 bis 15. Juni 1901 die von König Albert berufene Landesregierung des Königreiches Sachsen. 
| Amt                                         | Name                          |
| ------------------------------------------- | ----------------------------- |
| Vorsitzender des Gesamtministeriums, Justiz | Rudolf Schurig                |
| Äußeres                                     | Georg von Metzsch-Reichenbach |
| Inneres                                     | Georg von Metzsch-Reichenbach |
| Finanzen                                    | Werner von Watzdorf           |
| Kultus und öffentlicher Unterricht          | Paul von Seydewitz            |
| Krieg                                       | Paul von der Planitz          |